# Abigail Fillmore
Abigail Powers Fillmore (ur. 13 marca 1798 w Stillwater, zm. 30 marca 1853 w Waszyngtonie) – druga, a następnie pierwsza dama Stanów Zjednoczonych, żona 13. prezydenta USA Millarda Fillmore’a.

## Życiorys
Abigail Powers urodziła się 13 marca 1798 roku w Stillwater, jako córka baptystycznego kaznodziei Samuela Powersa i jego żony Newland. Edukację odebrała w domu, w którym znajdował się duży księgozbiór. Dzięki tym lekturom, Abigail została nauczycielką w wieku 16 lat. Pięć lat później przeniosła się do New Hope, gdzie nauczała w szkole średniej, w której poznała swojego przyszłego męża – Millarda Fillmore’a. Fillmore był 19-letnim uczniem, który pragnął zostać prawnikiem. Oboje podjęli decyzję, że odłożą plany ślubne do czasu, aż Millard skończy studia. Rodzice Abigail byli przeciwni temu związkowi, jednak mimo to oboje zawarli związek małżeński w 1826 roku.
Po ślubie zamieszkali w East Aurorze (hrabstwo Erie), a wkrótce potem przenieśli się do Buffalo. W latach 30. wybuchła tam epidemia azjatyckiej cholery, na czas której Fillmorowie przenieśli się ponownie do East Aurory. Millard uczestniczył wówczas w życiu politycznym, a Abigail wspierała męża w jego działaniach i interesowała się polityką. W 1848 roku została drugą damą, jako żona wiceprezydenta, a po śmierci Zachary’ego Taylora w 1850 – pierwszą damą.
Ponieważ jej stan zdrowia nie pozwalał wówczas na podróże, do Waszyngtonu przybyła dopiero jesienią 1850. Nadszarpnięte zdrowie i dolegliwości w nodze sprawiły, że nie mogła uczestniczyć w oficjalnych przyjęciach. Wprowadziła do Białego Domu pewne udogodnienia: m.in. nakazała zamontować piec żelazny w kuchni, a także wannę z bieżącą wodą w łazience. Założyła także, pierwszą w siedzibie prezydenta, bibliotekę i sprowadziła instrumenty muzyczne. W wielu kwestiach Abigail zgadzała się z mężem, jednak w kwestii niewolnictwa miała odmienne zdanie. Uważała, że podpisanie ustawy nakazującej karać ludzi za pomoc uciekającym niewolnikom ze stanów konfederackich spowoduje utratę poparcia abolicjonistycznej Północy. Tak też się stało – Millard nie został prezydentem na następną kadencję i w 1853 opuścił Biały Dom.
Oboje mieli powrócić do Buffalo, jednak Abigail chciała wziąć udział w zaprzysiężeniu Franklina Pierce’a. 4 marca 1853 było zimno, wietrznie i deszczowo, przez co ustępująca pierwsza dama zachorowała na zapalenie płuc. Zmarła 30 marca tego samego roku i została pochowana w Buffalo.

## Życie prywatne
Abigail Powers wyszła za mąż za Millarda Fillmore’a 6 lutego 1826 roku w Moravii. Para miała dwoje dzieci: syna Millarda Powersa (ur. 25 kwietnia 1829) i córkę Mary Abigail (ur. 27 marca 1832).